# Achi'ezer
Achi'ezer (hebrejsky אֲחִיעֶזֶר, v oficiálním přepisu do angličtiny Ahi'ezer) je vesnice typu mošav v Izraeli, v Centrálním distriktu, v Oblastní radě Emek Lod.

## Geografie
Leží v nadmořské výšce 38 metrů v hustě osídlené a zemědělsky intenzivně využívané pobřežní nížině. Severovýchodně od vesnice protéká Nachal Ajalon.
Obec se nachází 14 kilometrů od břehu Středozemního moře, cca 14 kilometrů jihovýchodně od centra Tel Avivu, cca 39 kilometrů severozápadně od historického jádra Jeruzalému a 3 kilometry severozápadně od města Lod. Leží v silně urbanizovaném území, na jihovýchodním okraji aglomerace Tel Avivu. 2 kilometry severním směrem od mošavu se rozkládá Ben Gurionovo mezinárodní letiště. Achi'ezer obývají Židé, přičemž osídlení v tomto regionu je etnicky převážně židovské. Pouze ve městech Lod a Ramla ležících jižně odtud je cca dvacetiprocentní menšina Arabů.
Achi'ezer je na dopravní síť napojen pomocí místní silnice číslo 4404. Severně od mošavu probíhá podél koryta Nachal Ajalon dálnice číslo 1 z Tel Avivu do Jeruzalému. Paralelně s ní vede rovněž železniční trať. Další železniční trať míjí obec z jihozápadní strany. Nedaleko odtud, ve čtvrti Lodu Ganej Aviv, má stanici.

## Dějiny
Achi'ezer byl založen v roce 1950. Jeho zakladateli byla skupina cca 100 židovských rodin z Jemenu napojených na nábožensky orientované sionistické hnutí ha-Po'el ha-Mizrachi. Jméno obce odkazuje na biblickou postavu Achíezer zmiňovanou například v Knize 1. Paralipomenon 12,3
V září 1953 byli zavražděni dva mladí lidé, kteří šli pěšky z Lodu do Achi'ezer. Šlo o arabský útok, který byl součástí širší vlny zostření napětí na tehdejším izraelsko-jordánském pomezí.

Správní území obce dosahuje cca 2500 dunamů (2,5 kilometru čtverečního). Místní ekonomika je založena na zemědělství, ale většina obyvatel za prací dojíždí mimo obec.

## Demografie
Podle údajů z roku 2014 tvořili naprostou většinu obyvatel v Achi'ezer Židé (včetně statistické kategorie "ostatní", která zahrnuje nearabské obyvatele židovského původu ale bez formální příslušnosti k židovskému náboženství).
Jde o menší obec vesnického typu s dlouhodobě rostoucí populací. K 31. prosinci 2014 zde žilo 1760 lidí. Během roku 2014 populace klesla o 3,7 %.
| Rok            | 1961 | 1972 | 1983 | 1995 | 2001 | 2003 | 2004 | 2005 | 2006 | 2007 | 2008 | 2009 | 2010 | 2011 | 2012 | 2013 | 2014 |
| -------------- | ---- | ---- | ---- | ---- | ---- | ---- | ---- | ---- | ---- | ---- | ---- | ---- | ---- | ---- | ---- | ---- | ---- |
| Počet obyvatel | 763  | 893  | 778  | 831  | 1110 | 1227 | 1285 | 1323 | 1357 | 1405 | 1468 | 1575 | 1559 | 1739 | 1850 | 1828 | 1760 |